# 서울이문초등학교
서울이문초등학교는 대한민국 서울특별시 동대문구 이문동에 있는 공립 초등학교이다.

## 학교 연혁
- 1967년 9월 6일 서울이문국민학교 개교(설립인가 7월 11일)
- 1996년 3월 1일 현재 교명으로 변경
- 2014년 8월 1일 개축 교사동으로 이전
- 2015년 2월 3일 학교 개축 준공 기념식
- 2017년 9월 1일 병설유치원 분리(단설 서울이문유치원)
- 2017년 9월 6일 개교 50주년 기념식 및 역사의 벽 제막식
- 2018년 9월 1일 제15대 김형태 교장 취임
- 2020년 2월 12일 제51회 154명 졸업식(누계 30976명)
- 2020년 3월 1일 40학급(특수 3학급 포함) 편성

## 참고 자료
- 서울이문초등학교 - 한국교육학술정보원 학교알리미